# 穆姓
穆姓為中文姓氏之一，在《百家姓》中排名第98位。

## 起源
- 源自子姓，宋穆公的后裔以谥号穆为氏

- 源自鲜卑勋臣八姓之首的丘穆陵氏，北魏孝文汉化时，改为穆姓。

- 中亚穆斯林的常用人名「穆罕默德」（Mohammad），迁入中国后发展成为回族穆姓。

## 延伸阅读
[在维基数据编辑]
 《百家姓》
 《欽定古今圖書集成·明倫彙編·氏族典·穆姓部》，出自陈梦雷《古今圖書集成》